# Cap d'Antifer
Pour les articles homonymes, voir Antifer.
Le cap d'Antifer est un cap de France, en Seine-Maritime, dont les falaises de craie s'avancent dans la Manche au nord du Havre et juste au sud-ouest d'Étretat.
Il a donné son nom à un terminal pétrolier en eaux profondes construit juste au sud.